# 纽约行动
《紐約忍者戰記》（英語：Ninja）是一部2009年美国动作片，由伊薩克·佛倫亭執導，斯科特·阿金斯主演。於2009年10月22日在美國發行（錄影帶首映）。

## 剧情
日本的忍者是一个古老的职业，形成了一门独特的武术宗派和传承制度，在古代，他们效命于领主，对付其他藩主，在现代，他们通过修习武术强身健体，行侠仗义，被誉为忍术和武道，而忍者的宗派宝贝是一套“美津之甲”，传自甲贺忍者，他们修炼的地方则被称为“道场”。
凯西的爸爸是一个酒鬼，是美国海军陆战队员，驻守于冲绳群岛，他的妈妈抛下这个糜烂的家庭和儿子，独自不知影踪，而他的父亲也自杀了。凯西自小就在日本修习忍术，并且是大师兄。但是他的师弟松阪对其相当不满，除了在练功时用仇恨的目光盯着他，还经常跑到他的卧室讲述凯西的过去那段不堪回首的家庭生活来打击他。在一场比赛中，松阪使用真武器偷偷替换木质剑，妄图杀害自己的师兄凯西，被师傅逐出师门。
松阪当了职业杀手，把在俄罗斯海参威开记者会的石油大亨杀害了。忍者道场的宗师在日本召开美津之甲继承人会议，松阪突然来到了现场，并且说自己才是合格的继承人，面对众多氏兄弟，松阪丢下一句你们会后悔的，然后离去。宗师把美津之甲给大徒弟凯西，叫他带到美国的一个学者那去珍藏起来，避开日本国内觊觎珍宝的人的视线。宗师的女儿奈美和大徒弟凯西全程护送到美国纽约大学的保密室。
一个黑黢黢而且下着朦胧细雨的夜晚，松阪偷偷溜进道场，杀害了自己的师弟们，并且把自己的师傅杀害，以图宗长的位置和美津之甲。一个和松阪关系密切的叫“指环兄弟”的组织派人在美国纽约教授的家中杀死了护送美津之甲的人，只有凯西和奈美侥幸逃过一劫。两人晚上在一间宿舍居住，第二天，两人起来吃早点，遭遇到组织的人开车追杀，两人随后跑到地铁，在地铁里杀掉了追杀的人。两人随后到公安局自首，但是松阪追杀到了公安局，把奈美绑票到了哈得逊河的一个仓库。凯西通过抓捕一个“指环兄弟”组织的成员，找到了他们的老巢，并且和松阪取得了联系，凯西同意用美津之甲换取奈美。两人约定在建设区教堂交换人质和物品，此时，“指环兄弟”组织也派人过来夺宝，“指环兄弟”的人很快被杀光了，只剩下松阪和凯西、奈美，最后，凯西杀掉了自己的背叛师门的师弟松阪，回到日本，当了忍者道场的宗长。

## 演员
| 演员          | 角色 | 备注                                                     |
| ------------- | ---- | -------------------------------------------------------- |
| 斯科特·阿金斯 | 凯西 | 忍者道场的大师兄。                                       |
| 伊原刚志      | 松阪 | 忍者道场的二师兄，后来背叛师门，杀害师傅，被大师兄杀掉。 |
| 肘井美佳      | 奈美 | 忍者道场宗长的女儿。                                     |
| 伊川东吾      |      | 忍者道场宗长。                                           |

## 制作
电影中斯科特·阿金斯的肌肉和拳术展示了西方美学。